# Zbuzany
Zbuzany är en ort i Tjeckien.   Den ligger i regionen Mellersta Böhmen, i den centrala delen av landet, 12 km sydväst om huvudstaden Prag. Zbuzany ligger 358 meter över havet och antalet invånare är 665.
Terrängen runt Zbuzany är platt åt nordväst, men åt sydost är den kuperad. Runt Zbuzany är det tätbefolkat, med 613 invånare per kvadratkilometer. Närmaste större samhälle är Prag, 11,9 km nordost om Zbuzany. Runt Zbuzany är det i huvudsak tätbebyggt.